# Rosa Stimme
Die rosa Stimme (vom englischen pink vote) oder auch Lavendel Stimme wird die LGBT-Wählerschaft verstanden, analysiert bzw. betrachtet und umfasst in manchen Fällen auch heterosexuelle Verbündete (Straight Allies). In einigen Fällen wird es explizit oder implizit als Wahlblock betrachtet.

## Ursprung
Das Begriff ist weitgehend in das Wahlszenario des Vereinigten Königreichs integriert, wurde jedoch auch auf andere Länder der Anglosphäre ausgeweitet, beispielsweise auf die Vereinigten Staaten, Kanada, Australien und Südafrika sowie auf andere westeuropäische Länder. Eine 2019 in der Wiener Zeitung veröffentlichte Umfrage ergab, dass österreichische Schwule und Heterowähler ein unterschiedliches Wahlverhalten aufweisen, wenn die Wählerschaft nach sexueller Orientierung kategorisiert wird. In Deutschland wurden insbesondere nach der Bundestagswahl 2021 Publikationen zum Wahlverhalten homosexueller Wähler veröffentlicht. 2023 hat die LGBT-Rechtsaktivistenorganisation Pink Cross in der Schweiz die Plattform „Pink Vote“ ins Leben gerufen, die anhand spezifischer Kriterien evaluiert, inwieweit Kandidaten und Wahlvorschläge eine positive Haltung zu LGBT-Themen aufweisen.
Laut einem Bericht des Entwicklungsprogramms der Vereinten Nationen aus dem Jahr 2023 trägt die Beteiligung von LGBT-Kandidaten und -Wählern an Wahlprozessen erheblich zur Stärkung von Demokratien bei.

## Zahl
Es ist nicht möglich, die Zahl der LGBT-Wähler genau anzugeben, da für diese Zwecke nur diejenigen berücksichtigt werden können, die sich in einem Messmechanismus, etwa bei Volkszählungen, Forschungen und Meinungsumfragen, öffentlich als solche definiert haben, sowie ein unbestimmter Prozentsatz der Personen, bei denen dies nicht der Fall ist. Aus diesem Grund werden quantitative Berechnungen auf Basis von Schätzungen durchgeführt.

## Beteiligung an der Politik
Die aktive Teilnahme offener LGBT-Personen am politischen Leben spiegelt sich in Fraktionen und Gruppen wider, die sich um die Interessen von Lesben, Schwulen, Bisexuellen und Transgender-Personen kümmern, die mit politischen Parteien verbunden sind.
1989 wurde in der bayerischen Landeshauptstadt die Rosa Liste München gegründet, eine Wählergruppe, die die Interessen der LGBT-Wähler der Stadt vertritt.